# Scaptochirus moschatus
Scaptochirus moschatus е вид бозайник от семейство Къртицови (Talpidae). Видът не е застрашен от изчезване.

## Разпространение и местообитание
Разпространен е в Китай (Вътрешна Монголия, Гансу, Дзянсу, Ляонин, Нинся, Пекин, Хъбей, Хъйлундзян, Хънан, Шандун, Шанси и Шънси).
Обитава пустинни области, места с песъчлива почва и ливади.